# John O’Keefe
John O’Keefe (New York, 1939. november 18. –) amerikai-brit agykutató, neurofiziológus. Az agy helyzetérzékelő sejtjeinek felfedezéséért 2014-ben May-Britt és Edvard Moserrel közösen orvostudományi Nobel-díjban részesült.

## Pályája
John O’Keefe 1939. november 18-án született New Yorkban ír bevándorló szülők gyermekeként. A City College of New York-on kapott BSc diplomát, majd doktori fokozatot szerzett a montréali McGill Egyetemen. 1967-ben posztdoktori kutatói ösztöndíjjal a University College London-ban kezdett el dolgozni és a későbbiekben is ott maradt. 1987-ben professzorrá nevezték ki. Amerikai állampolgársága mellé megkapta az Egyesült Királyság polgárságát is.

## Munkássága
O’Keefe még doktoranduszként kidolgozott egy technikát, amivel mérni tudta a szabadon mozgó patkányok agyában az egyes idegsejtek aktivitását. 1971-ben felfedezte, hogy a labirintusban mozgó állat hippokampuszában az egyes helyeken mindig ugyanazok a piramissejtek aktivizálódnak. Ezeket a sejteket helysejteknek (place cells) nevezte el. Kiderült, hogy az állatok hippokampuszában felépül környezetük kognitív térképe. Megjósolta, hogy létezniük kell olyan sejteknek, melyek az irányt és távolságot kódolják be, és más kutatók később igazolták elmélete helyességét. Elkészítette a kognitív térkép számítógépes modelljét, amellyel a hippokampusz aktivitását akarja előre megjósolni.

## Elismerései
John O’Keefe May-Britt és Edvard Moser norvég házaspárral megosztva 2014-ben elnyerte az orvostudományi Nobel-díjat „az agy helyzetmeghatározó sejtjeinek felfedezéséért”. Ezt megelőzően elnyerte a Feldberg Alapítvány díját (2001), a Grawemeyer-díjat (2006), a Brit Idegtudományi Társulat díját (2008), az Európai Idegtudományi Társaságok Szövetségének díját (2008), a Gruber Idegtudományi Díjat (2008), a Louisa Gross Horwitz-díjat (2013) és a Norvég Tudományos Akadémia Kavli-díját (2014).
Tagja az Egyesült Királyság Orvostudományi Akadémiájának és a Royal Societynek.